# Siemens S62

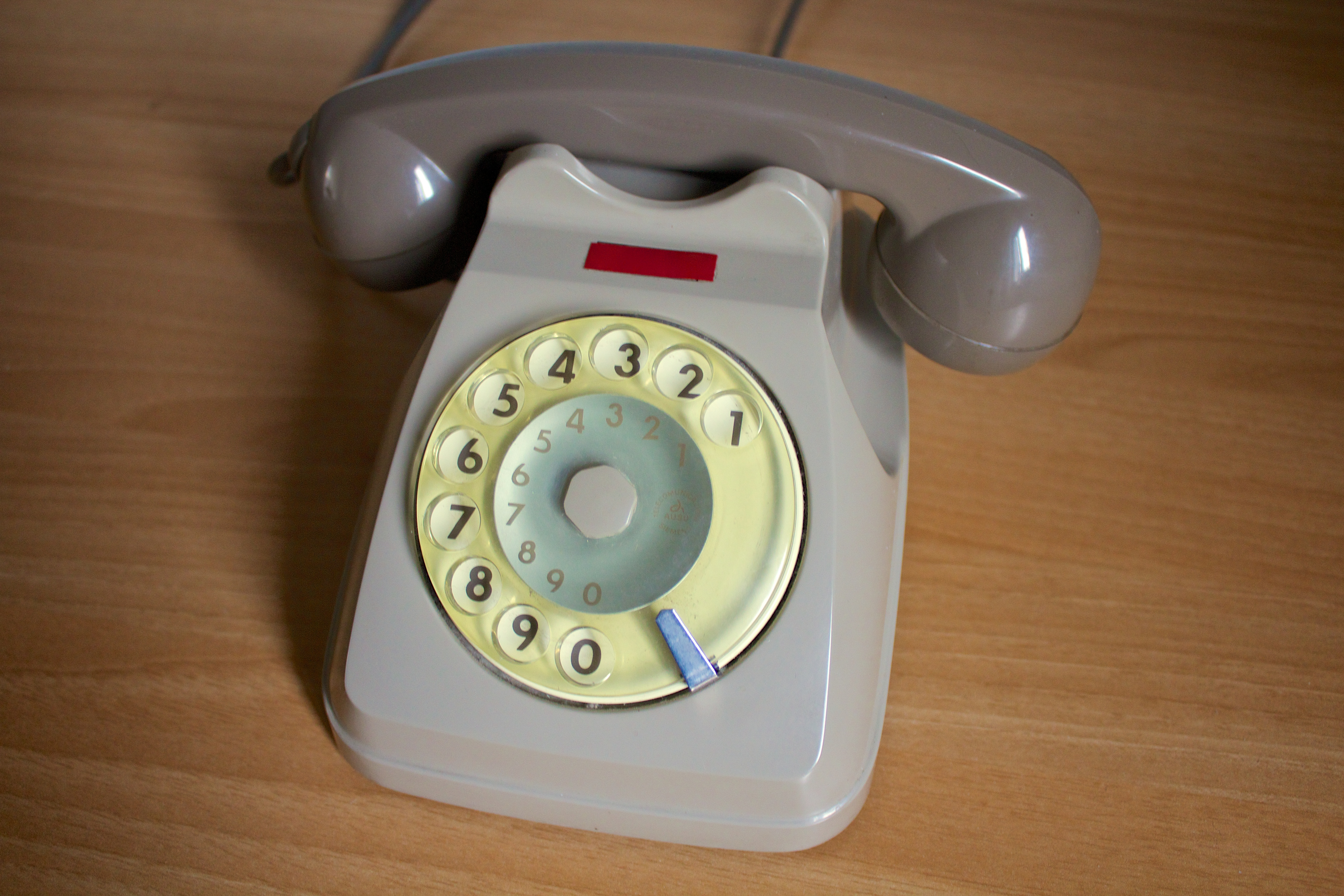
Siemens S62, versione da tavolo

L'apparecchio tipo Siemens S62 (noto anche come «bigrigio» per i suoi colori caratteristici, ossia due tonalità di grigio) è un telefono fisso automatico per uso domestico a batteria centrale creato e prodotto dalla Sit-Siemens (nota come Siemens Auso Telecomunicazioni) nel 1962, su disegno di Lino Saltini. L'apparecchio sostituiva il precedente telefono unificato Siemens S56, dotato di scocca in bachelite nera, con lo stesso design.
Siemens produsse dieci versioni dell’apparecchio (distinte dalla dicitura “edizione” preceduta da un numero romano stampata sul fondo metallico) con componenti sempre più aggiornati e più economici e con la scocca in materiale termoplastico, a eccezione della prima edizione, la cui scocca era realizzata in bachelite nera. 
Il telefono fu successivamente prodotto, per conto della SIP, anche da FATME (distribuito soprattutto nel sud, denominato E65), Italtel (ex Siemens, che mantenne la denominazione storica del modello) e Face Standard (che lo denominò F63), riuniti nella proposizione pubblicitaria all'interno degli elenchi telefonici, con la denominazione di Telefono Unificato, in quanto, siccome l'apparecchio veniva assemblato dai quattro produttori su una base di circuiti comune, tutti i telefoni prodotti potevano adottare le componenti di ricambio di tutti i marchi (ad esempio, in sostituzione di un disco combinatore Siemens, si poteva montarne uno prodotto da FATME o altri fornitori). Sarebbe stato prodotto anche dalla ditta GTE Autelco di Milano, con una scocca leggermente diversa da quella classica, che ricalca in parte il design della controparte d'oltralpe, So.Co.Tel S63.;
Il telefono è stato in uso tra gli anni sessanta-settanta fino alla prima metà degli anni novanta, dopodiché è stato abbandonato in favore dei più moderni apparecchi a tastiera. Tra il 1980 e il 1981 ne venne realizzata anche una versione digitale; l'apparecchio venne sostituito ufficialmente nel 1985 dal nuovo modello Pulsar.
Fu il primo telefono noleggiato dalla SIP in tutta Italia.

## Versioni

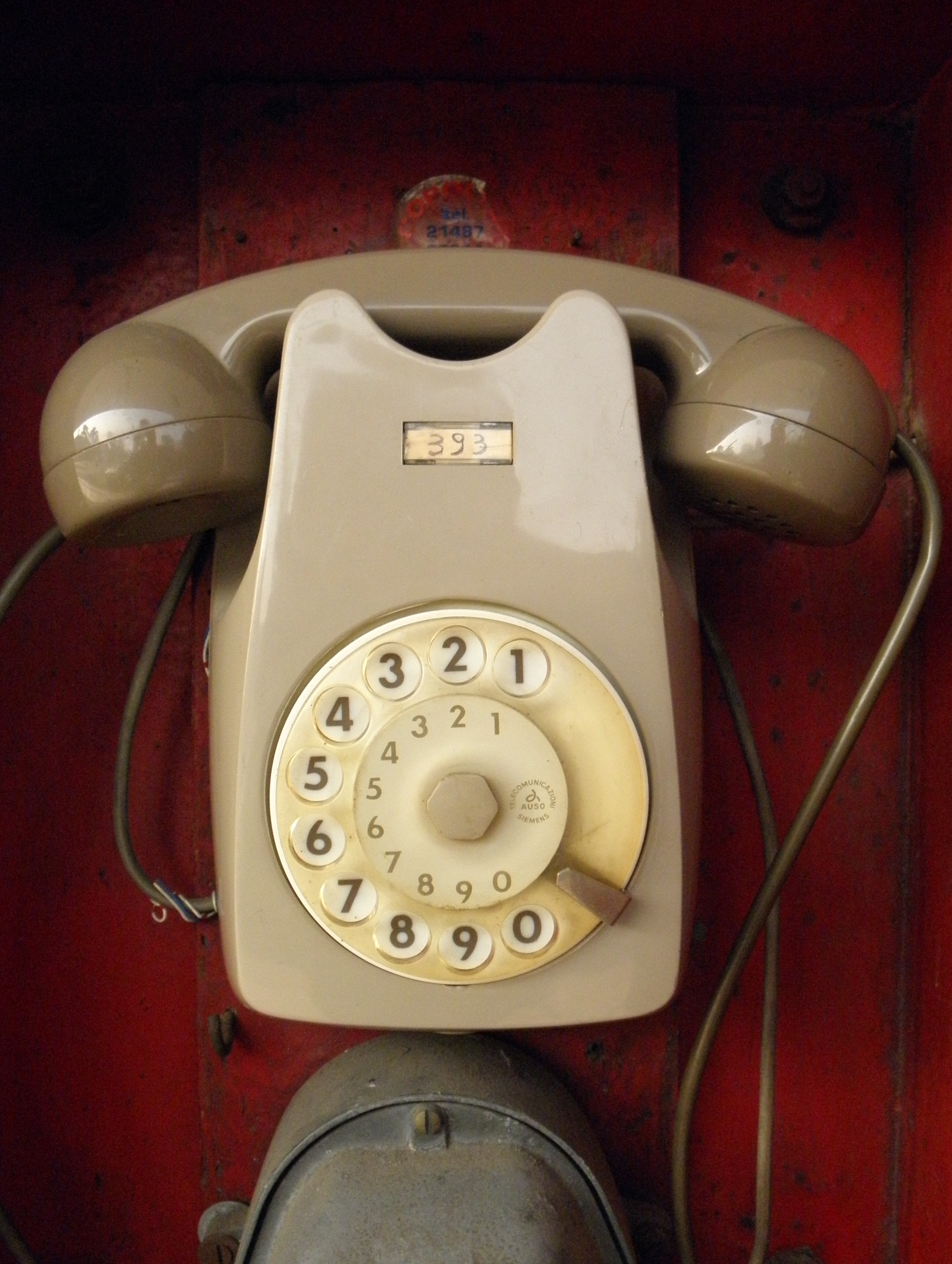
Siemens S62, versione da parete

Il telefono veniva realizzato in due versioni, identiche dal punto di vista circuitale ma diverse nella forma: la versione più comune era quella classica da tavolo, l'altra versione presentava l'appoggio della cornetta verticale ed era concepita per essere fissata alla parete. L'apparecchio S62 aveva una circuiteria abbastanza flessibile per l'epoca in cui era stato progettato: poteva, infatti, essere fornito senza disco combinatore, quindi impossibilitato a originare chiamate e abilitato alla sola ricezione, oppure con un tasto aggiuntivo, utile se lo si collegava ad un centralino.
Per comporre il numero di telefono da chiamare si introduce un dito nel foro del disco combinatore corrispondente alla cifra da selezionare, quindi si fa ruotare il disco in senso orario sino al "fine corsa" metallico: ruotandolo si carica un dispositivo a molla. Togliendo il dito dal foro si permette al disco di tornare nella posizione originale sfruttando l'energia meccanica accumulata dalla molla: in tal modo l'apparecchio è pronto per selezionare la cifra successiva del numero di telefono. Questo meccanismo è simile a quello di tutti i telefoni precedenti all'avvento dei telefoni a selezione digitale. Sulla base del modello S62 venne sviluppato anche un modello a selezione digitale, di aspetto identico alla versione analogica ma provvisto di un tastierino numerico con tasti appositi che danno sempre impulso analogico in chiamata.
I circuiti del Siemens S62 vennero utilizzati da alcuni produttori di apparecchi telefonici per proporre al pubblico apparecchi con aspetti totalmente differenti, il più delle volte inglobandoli all'interno di scocche in pietra onice o legno, proponendoli come complementi d'arredo per andare incontro a vari tipi di arredamento o per un gusto più personale ed eccentrico del cliente. In tali varianti, il disco combinatore è spesso modificato nel suo aspetto esteriore, includendo uno sfondo spesso nero con cifre in grigio o color oro e un disco forato in metallo dorato (spesso in ottone). Alcuni di questi telefoni vennero prodotti anche con tastiera (funzionante sempre sul sistema a treno di impulsi con cui funzionava il disco combinatore). In alcuni casi vennero prodotti anche dei telefoni con doppio sistema di selezione (sia disco che tastiera nella stessa scocca).
Nonostante sia stato prodotto anche con tastiera (incorporando in un primo tempo, sotto i tasti 7 e 9, i tasti "*" e "RP", ossia asterisco e ripetizione ultimo numero, sostituito più avanti dal tasto "#", ovvero cancelletto, con la medesima funzione del tasto "RP"), il telefono non è mai stato predisposto per poter comporre i numeri con il sistema DTMF.

## Funzionamento
Dal punto di vista tecnico, la selezione del numero da chiamare nel telefono S62 avviene attraverso un treno di impulsi: all'interno del disco combinatore, un apposito commutatore fa cambiare lo stato di impedenza della linea (da alta a bassa e viceversa) un numero di volte pari alla cifra selezionata, con lo zero che corrisponde a 10 cambi di impedenza. Tale variazione di impedenza avviene in fase di rilascio del disco, quando esso automaticamente ritorna alla fase di riposo. Le centrali telefoniche sono in grado di contare il numero di cambi di impedenza, decodificando in questo modo il numero composto dall'utente.
Oggi l'apparecchio può essere utilizzato senza componenti aggiuntivi solo sulle linee RTG di TIM, le uniche rimaste, attualmente, ad accettare le composizioni a impulsi; per impiegarlo è necessario disporre sulla propria linea di una presa tripolare o, in alternativa, di un adattatore che consenta di connettere la spina tripolare del telefono alle moderne prese RJ-11.
Si può comunque utilizzare anche su linee VoIP tramite l'ausilio di un ATA (Analog Telephone Adapter). In tal caso si potrà comunicare vocalmente, ma le selezioni tramite digitazione numerica – talvolta richieste per l'attivazione di funzioni speciali – potrebbero non funzionare.
Conformemente a quanto previsto dalle specifiche tecniche della presa telefonica tripolare, il telefono S62 ha il "terzo contatto" attivato per abilitare la funzione di riservatezza della conversazione: se il telefono viene collegato a una presa di un impianto telefonico collegato in serie, lo sgancio della cornetta esclude automaticamente tutti gli apparecchi telefonici collegati nell'impianto, evitando che si possano usare due telefoni contemporaneamente per una sola chiamata (situazione in cui chi impegna la linea per secondo finisce per ascoltare la telefonata che sta effettuando chi ha sollevato per primo la cornetta). Tale funzione non è disponibile nella maggioranza degli impianti telefonici odierni, collegati in parallelo.
La suoneria del telefono S62 è costituita da un classico campanello elettromeccanico e viene azionata da un segnale di chiamata elettrico in corrente alternata con tensione di 110 volt inviato dalla centrale tramite la linea telefonica.

## Colori

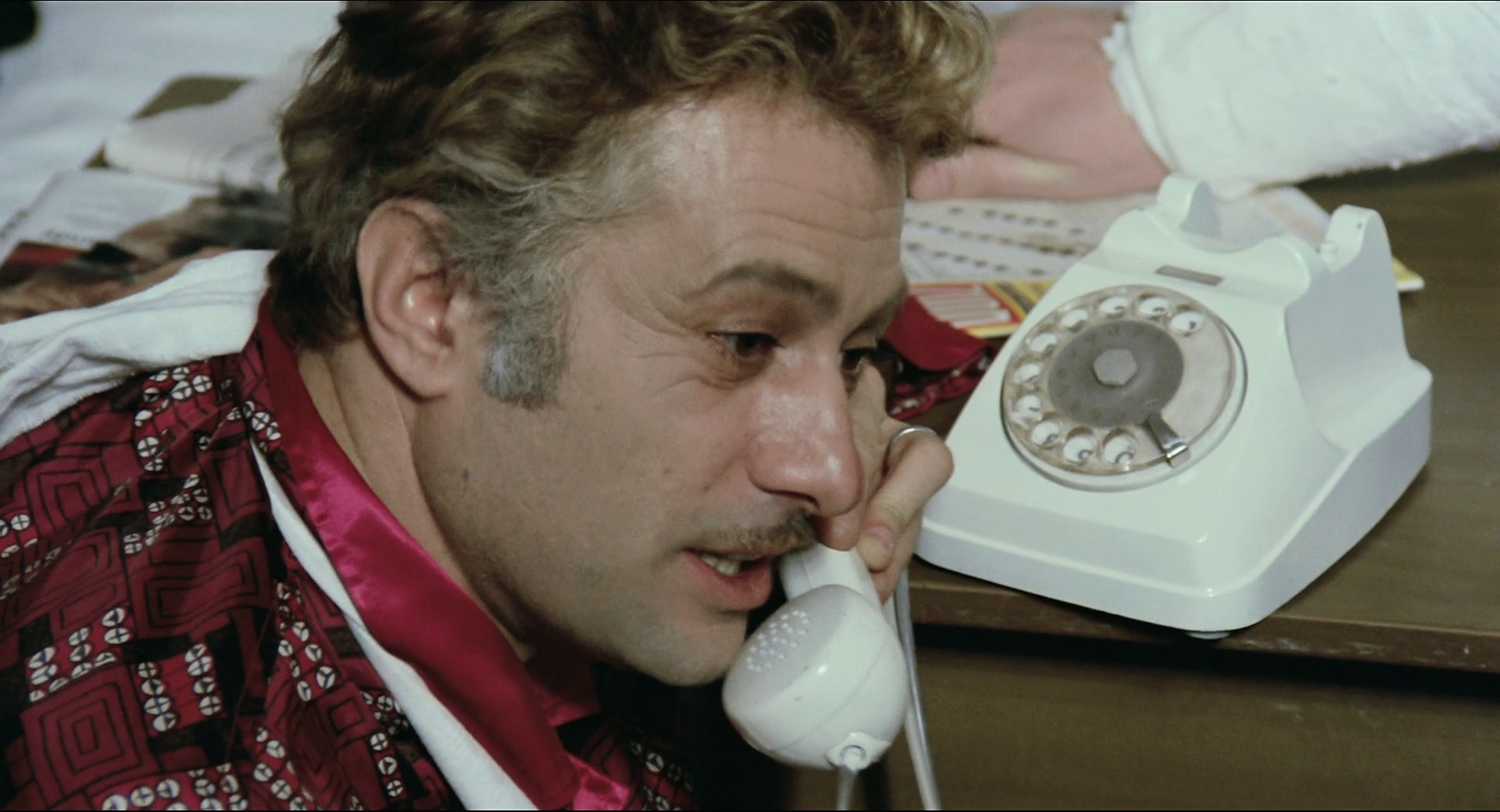
L'attore Duilio Del Prete utilizza un telefono S62 di colore bianco neve (produzione FACE Standard - F62) in un fotogramma del film Amici miei (1975).

Il modello più diffuso, quello per il noleggio standard, presenta il guscio di colore grigio chiaro e la cornetta di un colore grigio più scuro: per questo motivo l'apparecchio veniva confidenzialmente chiamato «bigrigio», disponibile sia in versione da tavolo che in versione da parete con disco combinatore. In versione con sola tastiera, era disponibile solo in versione da tavolo. In passato era disponibile nelle due versioni, anche con scocca nera in bachelite e disco in tinta con la scocca (fondelli trasparente verniciato in nero con numeri retroincisi color argento).
Le versioni colorate erano disponibili all'acquisto o a noleggio con sovrapprezzo e sono pertanto ora piuttosto rare, rispetto al diffusissimo modello grigio.
I modelli prodotti da Siemens si potevano ottenere in colorazione verde salvia, arancione, rosa salmone, giallo senape, azzurro cielo, rosso scuro, nero e bianco latte-avorio. Di sola fabbricazione Face erano invece i modelli color nero e bianco neve. 
Vi era anche una rarissima versione da fiera in plastica trasparente. Il modello rosa salmone, quello trasparente, quello arancione (scelto da pochi perché considerato troppo eccentrico all'epoca), quello bianco neve e quello nero sono oggi tra i più ambiti dai collezionisti.